# Bonifatiuskirche (Harle)

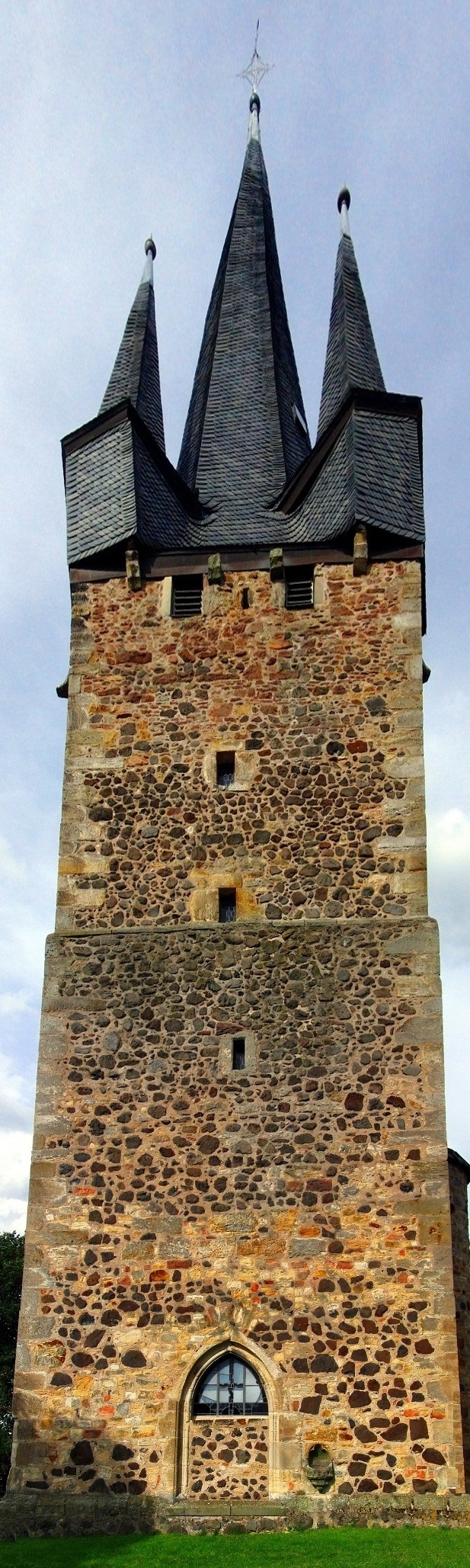
Bonifatiuskirche (Harle), Turm

Die Bonifatiuskirche ist ein denkmalgeschütztes Kirchengebäude, das im Ortsteil Harle der Gemeinde Wabern im Schwalm-Eder-Kreis (Hessen) steht. Die Kirchengemeinde gehört zum Kirchenkreis Schwalm-Eder im Sprengel Marburg der Evangelischen Kirche von Kurhessen-Waldeck.

## Beschreibung
Die Kirche ist auf einem Basaltfelsen errichtet, der wahrscheinlich ein germanisches Sonnenheiligtum darstellte. Am Tag der Sommersonnenwende zeigt sich die Sonne am Fuß des sechs Kilometer entfernten Heiligenberges bei Gensungen. Bonifatius agierte an dem Ort vermutlich missionarisch.
Die unteren Geschosse des Turms der ehemaligen Wehrkirche sind frühgotisch. Die oberen Geschosse wurden im 14./15. Jahrhundert verändert. Ursprünglich hatte er einen offenen Wehrgang und eine Zinne. Im Innern ist die Wendeltreppe noch vorhanden. Im Glockenstuhl hinter den Klangarkaden hängen zwei Kirchenglocken, die 1520 und 1521 gegossen wurden. Drei weitere Glocken hat 2006 die Glockengießerei Bachert gegossen. Der jetzige spitze, schiefergedeckte Helm, der von vier schlanken Wichhäuschen flankiert wird, wurde ihm erst im 16. Jahrhundert aufgesetzt. In der Mitte der südwestlichen Mauer des Turms befand sich das Portal, das zugemauert wurde, nachdem ein neues Portal in die südöstliche Wand gebrochen wurde. Außen am Turm ist ein Weihwasserbecken aus dem 13. Jahrhundert vorhanden. Dem Turm wurden das kurze Langhaus und der dreiseitig geschlossene Chor, deren Wände mit Strebepfeilern gestützt werden, 1492 angefügt, nachdem das Kirchenschiff der Wehrkirche abgerissen worden war. Unter dem Chor befindet sich als Substruktion das ehemalige Beinhaus, ein querrechteckiger Raum, der mit einem Tonnengewölbe überspannt ist. Das Turmerdgeschoss öffnet sich mit einem engen Spitzbogen zum Langhaus.
Der Innenraum von Langhaus und Chor sind mit Kreuzrippengewölben auf Konsolen überspannt. Die Kirchenfenster wurden von Erhardt Jakobus Klonk angefertigt. 1974 erhielt die Kirche eine neue Orgel.